# کلاس اولدنبرگ
کلاس اولدنبرگ (سوئدی: Claes Oldenburg؛ زادهٔ ۲۸ ژانویهٔ ۱۹۲۹ – درگذشتهٔ ۱۸ ژوئیهٔ ۲۰۲۲) هنرمند، و مجسمه‌ساز اهل سوئد بود. او بیشتر به خاطر تندیس‌های همگانیش که با ابعاد بزرگ در فضاهای شهری تعبیه می‌شدند، شناخته می‌شود. وی همسر کوسیه فان بروخن، هنرمند هلندی–آمریکایی که در سال ۲۰۰۹ میلادی درگذشت، بود.

## زندگی‌نامه
اولدنبرگ در سال ۱۹۲۹ در استکهلم به دنیا آمد. به دنبال زندگی در نیویورک و اسلو، خانواده وی در ۱۹۳۶ به شیکاگو مهاجرت کردند. او تحصیلات خود را از ۱۹۴۶ تا ۱۹۵۰ در دانشگاه ییل انجام داد و در ۱۹۵۳ شهروند آمریکا شد. پس از کار به عنوان دستیار خبری در شیکاگو سیتی نیوز بورو در مؤسسه هنر شیکاگو، وی در سال ۱۹۵۶ به نیویورک رفت و در آنجا ماندگار شد.
اولدنبرگ با تندیس‌های نوین خود که در محیط‌های باز و شهری و در دسترس همگان گذاشته می‌شدند نقش مهمی در برآمدن هنر مردمی در آمریکا داشت. او در ۱۹۷۷ با کوسیه فان بروخن ازدواج کرد و این دو اجراهای بسیاری را در فضاهای بزرگ و شهری آمریکا و اروپا به انجام رساندند.

## مرگ
اولدنبرگ در ۱۸ ژوئیه ۲۰۲۲ در سن ۹۳سالگی بر اثر عوارض ناشی از افتادن بر روی زمین در خانه خود در منهتن درگذشت.

## نگارخانه
- «پین‌های پرنده» نوشته کلاس اولدنبرگ و کوزژ ون بروگن، آیندهوون، هلند
- "توپ‌های غول پیکر تنیس" (۱۹۷۷) توسط کلاوس اولدنبرگ و کوسی فان بروگن برای پروژه‌های مجسمه‌سازی مانستر، آلمان
- "شلنگ باغ"، فرایبورگ ایم بریسگاو، بادن-وورتمبرگ، آلمان
- طاق پیچی، موزه بویمانس فان بنینگن، روتردام، هلند
- بهار ۲۰۰۶، کوسی فان بروگن و، کلاس اولدنبرگ چئونگی چئون، سئول، کره جنوبی
- بطری‌های اولدنبرگ، میدلزبرو، یورکشیر شمالی، انگلستان، بریتانیا
- "مخروط افتاده" ۲۰۰۱، کلاس اولدنبرگ و کوسی فان بروگن، منطقه نیومارکت، کلن، آلمان
- دوچشمی غول پیکر، ساختمان دوربین دوچشمی، ونیز، لس آنجلس، کالیفرنیا، ایالات متحده آمریکا
- میدان مرکزی خیابان بازار ۱۵۰۰، فیلادلفیا، ایالات متحده آمریکا ، ونیز، لس آنجلس، کالیفرنیا، ایالات متحده آمریکا